# Metropolia Sydney
Metropolia Sydney – największa spośród pięciu rzymskokatolickich metropolii w Australii. Składa się z jednej archidiecezji i dziewięciu diecezji. Całość jej terytorium znajduje się na obszarze stanu Nowa Południowa Walia. Na jej czele stoi arcybiskup metropolita Sydney, którym od 2014 roku jest arcybiskup Anthony Fisher. Najważniejszą świątynią metropolii jest Katedra Najświętszej Maryi Panny w Sydney.

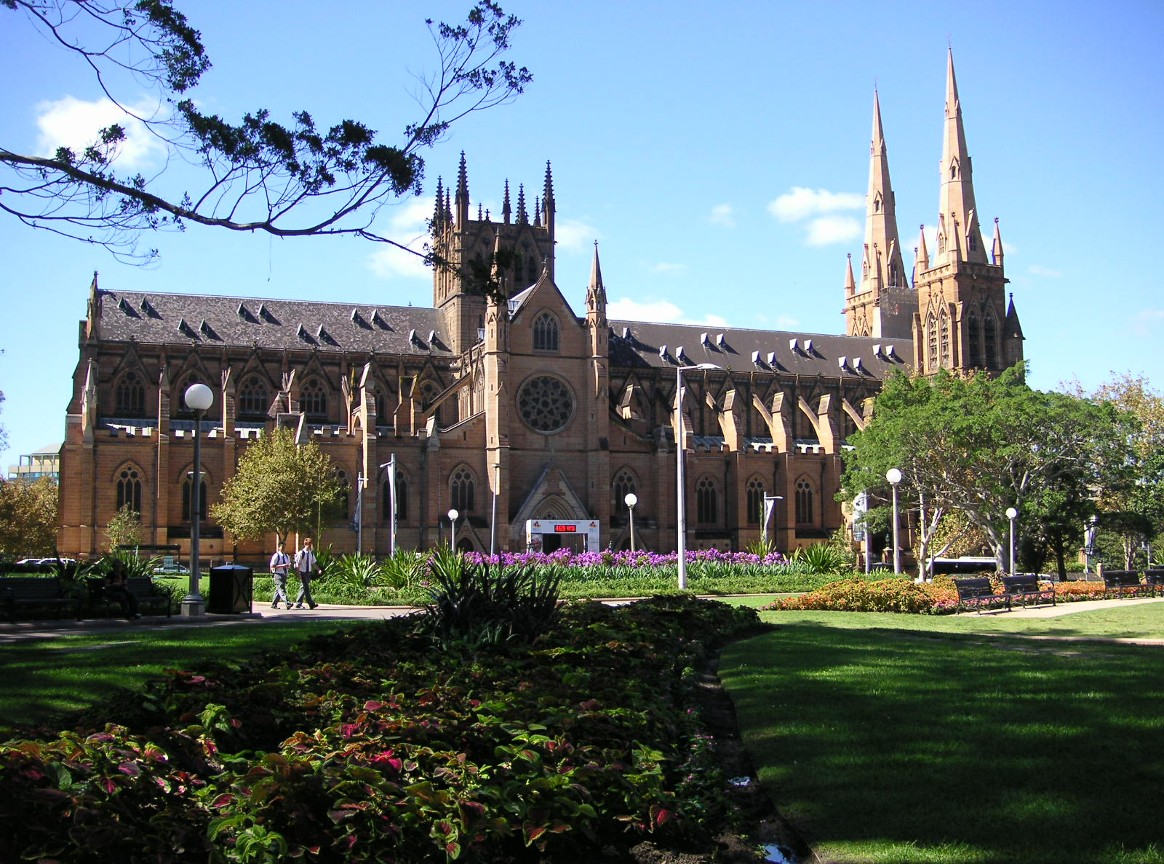
Katedra NMP w Sydney